# Cody Töppert
Cody Arlyn Töppert (Albuquerque; 10 de enero de 1983) es un exjugador de baloncesto estadounidense, que posee pasaporte alemán. Es entrenador de los Capital City Go-Go de la NBA G League.
Es hermano del también jugador de baloncesto Chad Töppert.

## Trayectoria
Dio sus primeros pasos como jugador de baloncesto de primer nivel en la Universidad de Cornell. Tras finalizar su formación universitaria inició su carrera profesional en los Albuquerque Thunderbirds de su ciudad natal. Poco después decidió marcharse a Nueva Zelanda para jugar en los Taranaki Mountain Airs y a partir de ahí continuo con una prolífica trayectoria internacional que le llevó a jugar en distintos clubes europeos como el Barreirense de Portugal, el MEG Goetting y el BC Scholz Recycling Weissenhorn de Alemania o el Forli de Italia.
En julio de 2010 se confirmó su fichaje por el Aguas de Sousas Ourense de la LEB Plata de España.
[actualizar]